# Боллас, Джордж
Джордж Чарльз Ба́ллас (Бо́ллас)-старший (греч. Γιώργος Μπάλλας, англ. George Charles Ballas Sr.; 28 июня 1925, Растон, Луизиана, США — 25 июня 2011, Хьюстон, Техас, США) — американский предприниматель греческого происхождения. В 1971 году изобрёл первую газонокосилку триммер, известную как Weed Eater. Приходится отцом исполнителю бальных танцев Корки Балласу и дедом профессиональному танцору и участнику телешоу «Танцы со звёздами» Марку Балласу.

## Ранние годы
Джордж Боллас родился 28 июня 1925 года в Растоне (Луизиана, США), в семье греческих иммигрантов Чарльза Болласа и Марии Лимнеос. Имел брата Питера Болласа.
В 1942 году, во время Второй мировой войны, в возрасте 17 лет поступил в сухопутные войска США, где служил в звании капрала (бомбардир). Позже участвовал в Корейской войне.

## Семья
С 1951 года был женат на Марии Маруланде.
Имел пятерых детей: Корки, Джордж, Мишель, Мария и Лилиан, и семерых внуков.

## Изобретатель
Мысль о создании триммера у Болласа возникла во время визита на автомойку, где вращающиеся щётки подали ему такую идею. Возвратившись домой, он взял консервную банку, проделал в ней отверстия, пропустил сквозь них короткие куски рыболовной лески и приспособил эту простую конструкцию к эджеру. Испытав своё изобретение на деле, он убедился в том, что оно работает. После некоторых доработок, Боллас попытался продать свою техническую придумку нескольким изготовителям инструментов, однако от всех получил отказ. Он продолжил совершенствовать этот садовый инструмент сам. В первый год объём продаж составил более 0,5 млн долларов. К 1977 году это уже была сумма в 80 млн долларов, а в следующем году Боллас продал свою компанию Weed Eater известной транснациональной корпорации Emerson Electric Company.

## Смерть
Умер 25 июня 2011 года в возрасте неполных 86 лет от рака лёгких в Хьюстоне.